# فلز چوب

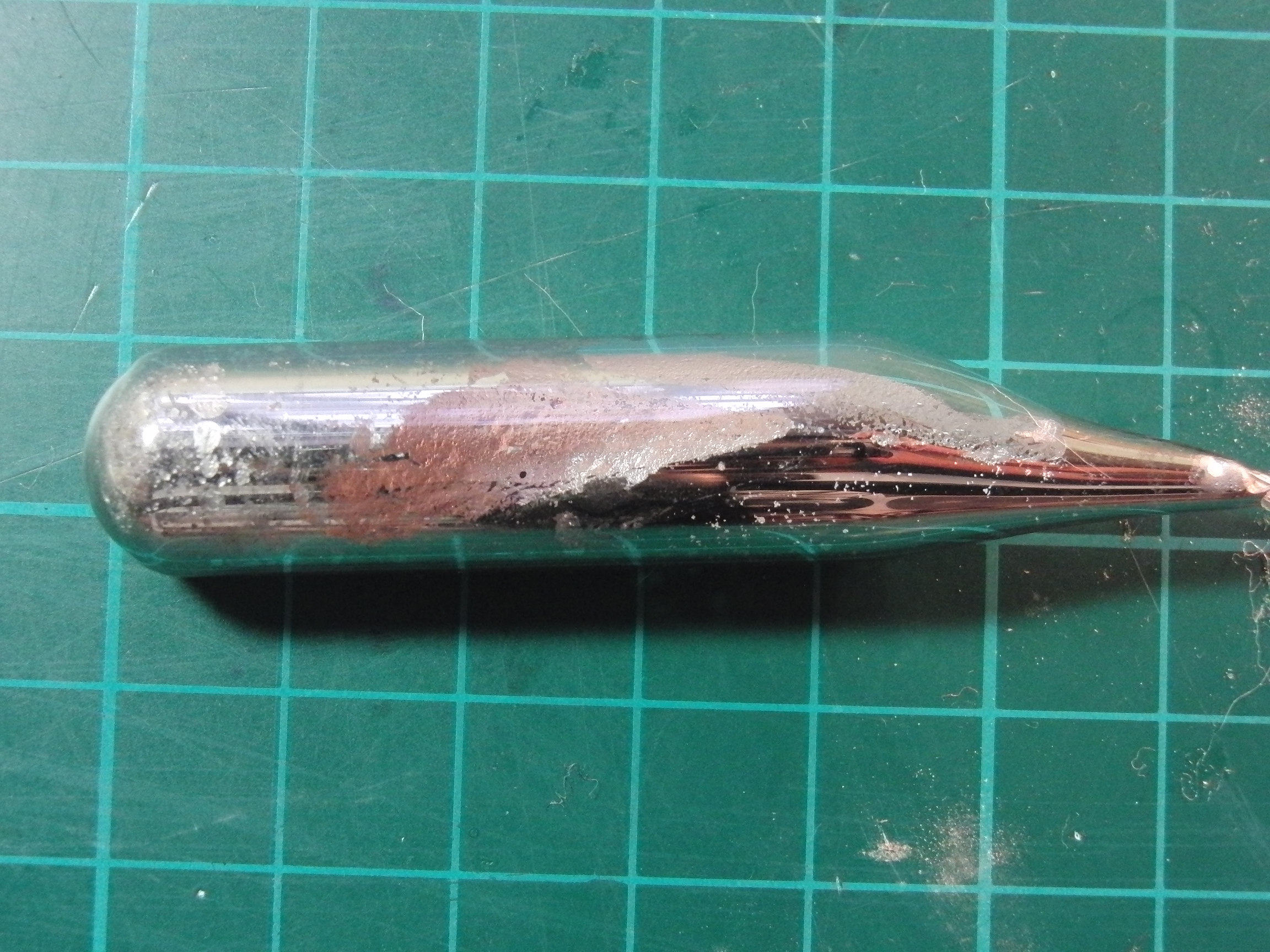
فلز چوب

فلز چوب که به آلیاژ لیپوویتز یا با نام‌های تجاری Cerrobend , Bendalloy , Pewtalloy و MCP 158 نیز شناخته می‌شود، یک آلیاژ فلزی است که برای لحیم کاری و ساخت قطعات فلزی سفارشی مفید است، اما برای لمس یا تنفس بخارات سمی است. این آلیاژ به نام بارناباس وود نامگذاری شده‌است که برای اولین بار آلیاژ را در سال ۱۸۶۰ ایجاد و ثبت کرد. این یک آلیاژ یوتکتیک و قابل ذوب ۵۰٪ است. بیسموت، ۲۶٫۷٪ سرب، ۱۳٫۳٪ قلع و ۱۰٪ کادمیوم بر حسب جرم نقطه ذوب آن تقریباً ۷۰ درجه سلسیوس (۱۵۸ درجه فارنهایت) است.

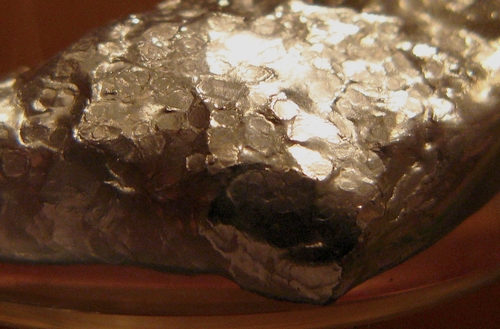
آلیاژ چوب

## کاربردها
فلز چوب به عنوان یک لحیم کاری با ذوب کم، فلز ریخته‌گری با دمای پایین، سیال جفت کننده با دمای بالا در حمام‌های حرارتی و به عنوان یک عنصر شیر ذوب آتش در سیستم‌های اسپرینکلر آتش در ساختمان‌ها مفید است. سیلندرهای گاز پزشکی در بریتانیا دارای مهر و موم فلزی Wood's هستند که در آتش ذوب می‌شود و به گاز اجازه خروج می‌دهد و خطر انفجار گاز را کاهش می‌دهد.
فلز چوب معمولاً به عنوان پرکننده هنگام خم کردن لوله‌های فلزی جدار نازک استفاده می‌شود. برای این استفاده، لوله با فلز مذاب چوب پر می‌شود. پس از جامد شدن این پرکننده، لوله خم می‌شود. پرکننده از فروپاشی لوله جلوگیری می‌کند. سپس فلز چوب با حرارت دادن، اغلب با غوطه ور کردن در آب جوش، جدا می‌شود.
کاربردهای دیگر عبارتند از ساخت روزنه‌ها و بلوک‌های سفارشی شکل (به عنوان مثال، برش‌های پرتو الکترونی و بلوک‌های ریه) برای درمان پرتوهای پزشکی، ساختن قالب‌هایی از کلیدهایی که در غیر این صورت تکثیر آن‌ها سخت است و ساخت منبت‌های فلزی در چوب.
فلز چوب در ماشین‌آلات و آزمایشگاه‌های فنی در مواقعی که وسایل جایگزین برای نگهداری قطعات ظریف ضروری باشد، مفید است. از آن به عنوان یک لایه سخت شده اضافی برای گرفتن و ماشین کاری مناسب یک جسم استفاده می‌شود. جسم در فلز وود ذوب شده غوطه ور می‌شود تا به‌طور کامل یا جزئی آن را بپوشاند و بسته به نحوه نگه داشتن جسم در جای خود، لایه ای از چند میلی‌متر تا چند سانتی‌متر را تشکیل می‌دهد. پس از خنک شدن، مجموعه جدید با وسایل معمولی گیره می‌شود. این روش برای قطعات کار یکباره یا با تولید محدود بسیار مفید است، زمانی که ساخت یک گیره مخصوص نگهدارنده یا گیره نه مقرون به صرفه باشد و نه حداکثر قابلیت نگهداری را ارائه دهد
فلز چوب برای تعمیر اشیای عتیقه نیز مفید است. به عنوان مثال، یک قطعه خم شده ورق فلزی ممکن است با ریخته‌گری قالب فلزی Wood's از یک نمونه سالم ترمیم شود: دمای ذوب پایین فلز Wood's باعث می‌شود که آسیبی به اصل آن بعید باشد، و قطعه آسیب‌دیده را می‌توان در قالب گیره کرد. به آرامی سفت می‌شود تا دوباره به شکل خود در بیاید.
فلز چوب مدت‌هاست که توسط علاقه‌مندان به راه‌آهن مدل برای اضافه کردن وزن به لوکوموتیوها، افزایش کشش و تعداد ماشین‌های قابل کشیدن استفاده می‌شود.
فلز وود برای سال‌های متمادی در دهه‌های ۱۹۵۰ و ۱۹۶۰ برای ساختن قاشق‌های ظروف تخت به‌عنوان یک چیز جدید و به عنوان یک شوخی کاربردی استفاده می‌شد. کاسه قاشق که در قهوه داغ یا نوشیدنی‌های داغ دیگر غوطه ور می‌شود، به یک غذاخوری ناآگاه داده می‌شود، ذوب می‌شود و در مایع می‌افتد که باعث سرگرمی همه می‌شود.
فلز چوب همچنین در ساخت الکترودهای خارج سلولی برای ثبت الکتروفیزیولوژیکی فعالیت عصبی استفاده می‌شود.
مانند سایر آلیاژهای قابل ذوب، به عنوان مثال. فلز رز، فلز چوب را می‌توان به عنوان یک وسیله انتقال حرارت در حمام‌های گرم استفاده کرد. حمام‌های داغ با فلزات رز و چوب استفاده معمولی ندارند، اما برای دماهای بالاتر از ۲۲۰ درجه سانتی گراد (۴۲۸ درجه فارنهایت) استفاده می‌شوند.
فلز چوب دارای مدول الاستیسیته به مقدار ۱۲٫۷ گیگاپاسکال و استحکام تسلیم ۲۶٫۲ مگاپاسکال می‌باشد.

## سمیت
فلز چوب به دلیل داشتن سرب و کادمیوم سمی است و آلودگی پوست برهنه مضر است. بخار حاصل از آلیاژهای حاوی کادمیوم نیز به عنوان خطری برای انسان شناخته شده‌است. مسمومیت با کادمیوم خطر سرطان، آنوسمی (از دست دادن حس بویایی) و آسیب به کبد، کلیه‌ها، اعصاب، استخوان‌ها و سیستم تنفسی را به همراه دارد. فلز فیلد یک جایگزین غیر سمی است.
گرد و غبار با هوا ممکن است مخلوطی قابل اشتعال ایجاد کند.

## آلیاژهای مرتبط
چندین آلیاژ دیگر با نقطه ذوب پایین مشابه در اینجا ذکر شده‌است.
| آنتیموان % | گالیوم % | تالیوم % | کادمیوم % | ایندیم % | قلع %    | سرب % | بیسموت % | یوتکتیک؟ | نقطه ذوب         | آلیاژ             |
| ---------- | -------- | -------- | --------- | -------- | -------- | ----- | -------- | -------- | ---------------- | ----------------- |
| -          | -        | -        | -         | -        | ۲۵       | ۲۵    | ۵۰       | خیر      | ۹۸ °C (208 °F)   | فلز رز            |
| -          | -        | -        | ۸٫۵       | -        | ۱۱٫۳     | ۳۷٫۷  | ۴۲٫۵     | خیر      | ۷۴ °C (165 °F)   | سروزاف            |
| -          | -        | -        | ۱۰        | -        | ۱۳٫۳     | ۲۶٫۷  | ۵۰       | بله      | ۷۰ °C (158 °F)   | فلز چوب           |
| -          | -        | -        | -         | ۵۱       | ۱۶٫۵     |       | ۳۲٫۵     | بله      | ۶۲ °C (144 °F)   | فلز فیلد          |
| -          | -        | -        | -         | ۲۱       | ۱۲       | ۱۸    | ۴۹       | بله      | ۵۸ °C (136 °F)   | Cerrolow 136      |
| -          | -        | -        | ۵٫۳       | ۱۹٫۱     | ۸٫۳      | ۲۲٫۶  | ۴۴٫۷     | بله      | ۴۷٫۲ °C (117 °F) | Cerrolow 117      |
| -          | -        | ۱٫۱      | ۸٫۱       | ۱۷٫۷     | ۱۰٫۷     | ۲۲٫۲  | ۴۰٫۳     | بله      | ۴۱٫۵ °C (107 °F) | Bi-Pb-Sn-Cd-In-Ti |
| -          | ۱۰۰      | -        | -         | -        | -        | -     | -        | فلز خالص | ۳۰٫۰ °C (86 °F)  | گالیم             |
| <۱٫۵       | ۶۸–۶۹    | -        | -         | ۲۱–۲۲    | ۹٫۵–۱۰٫۵ | -     | <۱٫۵     | خیر      | −۱۹ °C (−2 °F)   | گالینستن          |